# Матяшувка
Матяшувка (пол. Matiaszówka) — деревня в Бяльском повете Люблинского воеводства Польши. Входит в состав гмины Тучна. По данным переписи 2011 года, в деревне проживало 154 человека.

## География
Деревня расположена на востоке Польши, на расстоянии приблизительно 33 километров к юго-востоку от города Бяла-Подляска, административного центра повета. Абсолютная высота — 157 метров над уровнем моря. К югу от населённого пункта проходит национальная автодорога 63.

## История
Согласно «Справочной книжке Седлецкой губернии на 1875 год» деревня входила в состав гмины Межилесь Бельского уезда Седлецкой губернии. По данным на 1885 год имелось 54 двора и проживало 384 человека.
В период с 1975 по 1998 годы находилась в составе Бяльскоподляского воеводства.

## Население
Демографическая структура по состоянию на 31 марта 2011 года:
|         | Всего | До трудоспособного возраста | Трудоспособного возраста | Старше трудоспособного возраста |
| ------- | ----- | --------------------------- | ------------------------ | ------------------------------- |
| Мужчины | 65    | 10                          | 47                       | 8                               |
| Женщины | 89    | 9                           | 46                       | 34                              |
| Всего   | 154   | 19                          | 93                       | 42                              |